# Kárpáthalas
Kárpáthalas (1899-ig Vistuk, szlovákul Vištuk, németül Wischtuck) község Szlovákiában, a Pozsonyi kerületben, a Bazini járásban.

## Fekvése
Nagyszombattól 20 km-re délnyugatra, Modortól 8 km-re keletre fekszik. Területe 2004 hektár, melyből 1801 hektár szántóföld, 132 hektár szőlőhegy és 17 hektár erdő.

## Története
A legújabb régészeti kutatások tanúsága szerint a Vistuki patak mentén már az i. e. 7. évezredben éltek emberek. Számos cserépmaradvány, vonaldíszes kerámia került elő ebből a korból.
A falu első írásos említése 1244-ből származik, amikor Vyscha alakban említik. A későbbiek során 1287-ben villa Vista, 1342-ben Nogwysta alakban szerepel. A 16. század végén a vöröskői uradalom legmódosabb falvai közé számított. Ebben az időben, 1573-ban épült temploma is. Fejlődésére hátrányosan hatott a 18. század elején kitört kuruc szabadságharc. Az 1705-ös budaméri csatában a császári katonák felégették a községet. A 19–20. század folyamán Kárpáthalas tipikus egyutcás dombsági településsé épült ki. Főutcája a községen átfolyó patak mentén alakult ki.
Vályi András szerint "VISTUK. Tót falu Pozsony Várm. földes Ura Gr. Pálfy Uraság, lakosai katolikusok, fekszik Modorhoz 3/4 órányira; határja jó, vagyonnyai külömbfélék."
Fényes Elek geográfiai szótárában így ír a faluról: "Visztuk, Poson vm. tót f. Modorhoz keletre 1 mfld. 706 kath., 20 zsidó lak., kath. paroch. templommal, középtermékenységű szántóföldekkel, nagy marhatartással, csekély bortermesztéssel. F. u. gr. Pálffy Ferencz."  Archiválva 2007. szeptember 27-i dátummal a Wayback Machine-ben
A trianoni békeszerződésig Pozsony vármegye Szenci járásához tartozott.

## Népessége
| Év:            | 1994. | 2004.   | 2014.   | 2024.   |
| -------------- | ----- | ------- | ------- | ------- |
| Emberek száma: | 1297  | 1382    | 1307    | 1365    |
| Eltérés:       |       | +6,55 % | -5,42 % | +4,43 % |

| Év:            | 2023. | 2024.   |
| -------------- | ----- | ------- |
| Emberek száma: | 1382  | 1365    |
| Eltérés:       |       | -1,23 % |

1910-ben 1471, túlnyomórészt szlovák anyanyelvű lakosa volt.
2011-ben 1342 lakosából 1280 szlovák volt.

## Neves személyek
- Itt született 1765-ben Bencsics András György ferences rendi szerzetes.
- Itt született 1776. december 7-én Lacsny Miklós, az első két magyarországi cukorgyár alapítója.

## Nevezetességei

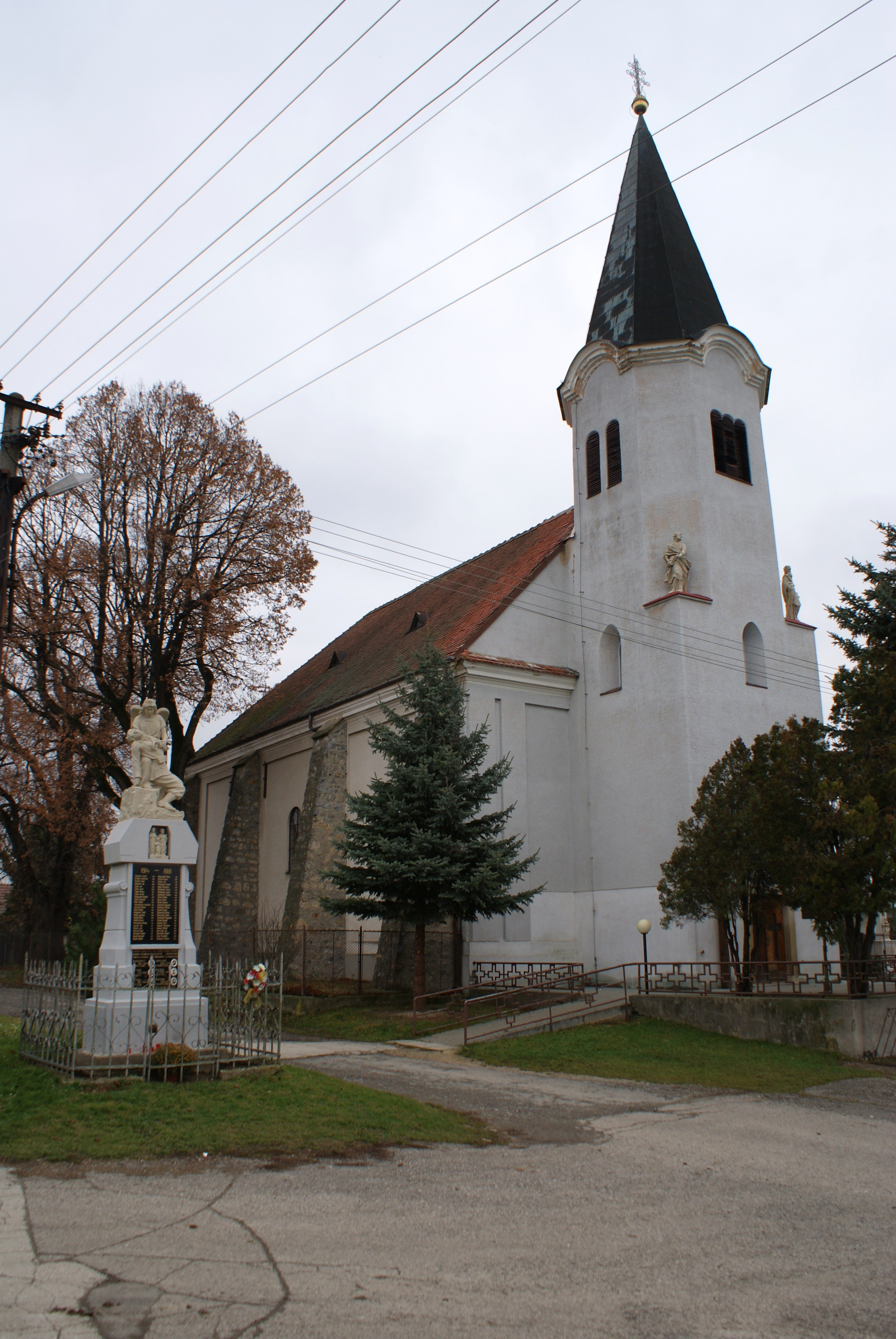
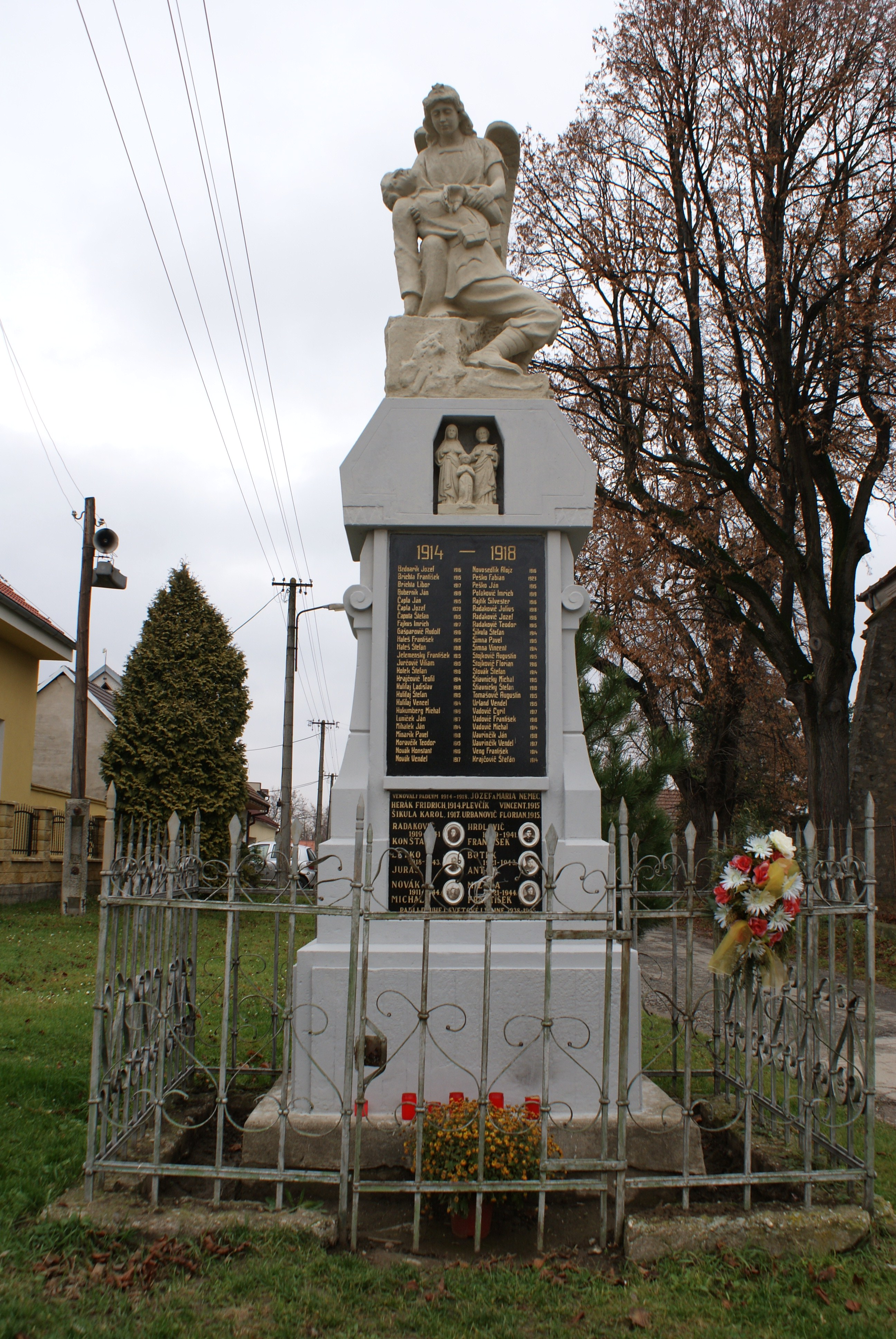

- A Szentháromság tiszteletére szentelt római katolikus temploma 1573-ban épült.
- Szent Anna tiszteletére szentelt kápolnája 1898-ban épült, a 16. századi Szent Egyed kápolna helyén.

## Külső hivatkozások
- Hivatalos oldal
- Községinfó
- Kárpáthalas Szlovákia térképén
- E-obce.sk Archiválva 2009. szeptember 14-i dátummal a Wayback Machine-ben